# Gietrzwałd (gmina)
Gietrzwałd – gmina wiejska w województwie warmińsko-mazurskim, w powiecie olsztyńskim. W latach 1975–1998 gmina położona była w województwie olsztyńskim.
Siedziba gminy to Gietrzwałd.
Według danych GUS na dzień 31.12.2017 r. gminę zamieszkiwało 6638 mieszkańców. Natomiast według danych z 31 grudnia 2019 roku gminę zamieszkiwało 6685 osób.

## Hydrologia
Gmina leży na Pojezierzu Olsztyńskim w dorzeczu rzeki Pasłęka i Giłwa. Na terenie gminy znajdują się jeziora: Świętajno Naterskie, Giłwa, Sarąg, Łęguty.

## Struktura powierzchni
W 2002 roku gmina Gietrzwałd ma obszar 174,13 km², w tym:
- użytki rolne: 37%
- użytki leśne: 48%

Gmina stanowi 6,13% powierzchni powiatu.

## Demografia

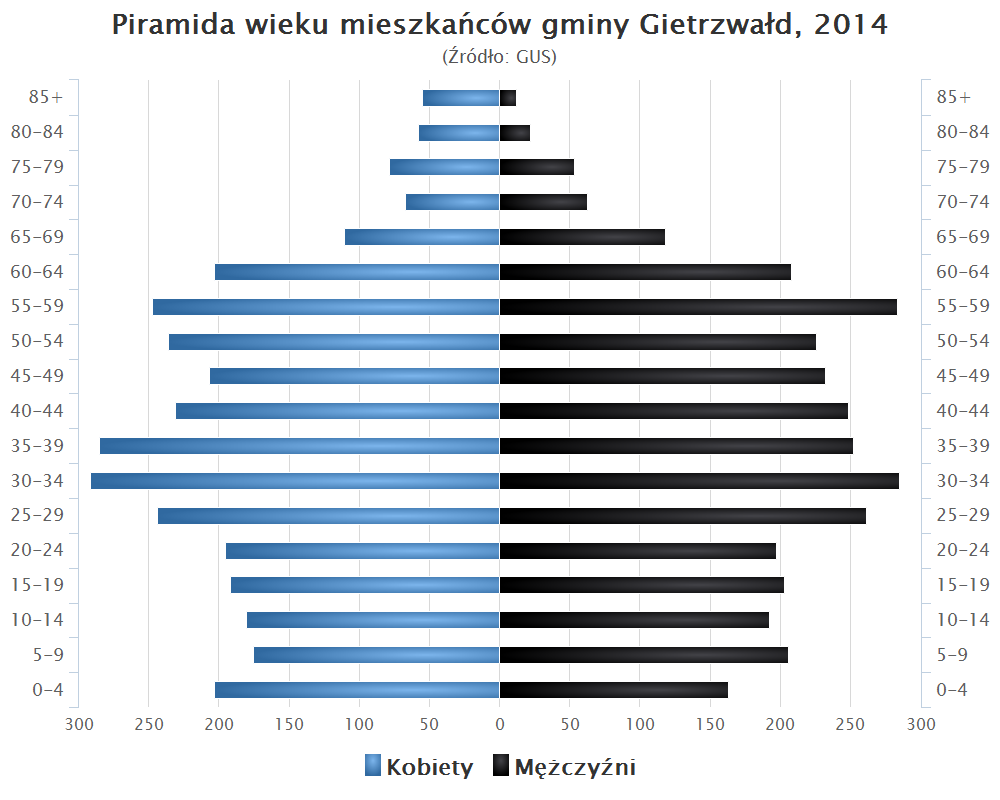
Piramida wieku mieszkańców gminy Gietrzwałd w 2014 roku

Dane z 30 czerwca 2016 r.:
| Opis                              | Ogółem | Ogółem | Kobiety | Kobiety | Mężczyźni | Mężczyźni |
| --------------------------------- | ------ | ------ | ------- | ------- | --------- | --------- |
| jednostka                         | osób   | %      | osób    | %       | osób      | %         |
| populacja                         | 6523   | 100    | 3196    | 49      | 3327      | 51        |
| gęstość zaludnienia (mieszk./km²) | 37,9   | 37,9   | 14,8    | 14,8    | 15,4      | 15,4      |

## Ochrona przyrody

### Rezerwaty przyrody
Na obszarze gminy częściowo znajduje się Rezerwat przyrody Ostoja bobrów na rzece Pasłęce.

### Pomniki przyrody
Na terenie gminy znajduje się 30 pomników przyrody ożywionej i 2 nieożywionej.

### Obszary NATURA 2000
W gminie częściowo zlokalizowane są obszary NATURA 2000 Dolina Pasłęki (PLB280002) OSO oraz Rzeka Pasłęka (PLH280006) SOO.

### Obszary Chronionego Krajobrazu
Na terenie gminy częściowo znajdują się w poszczególnych rejonach:
- Obszar Chronionego Krajobrazu Dolina Pasłęki – część centralna
- Obszar Chronionego Krajobrazu Lasów Taborskich – część zachodnia
- Obszar Chronionego Krajobrazu Dolina Środkowej Łyny – część północno-wschodnia.

## Sąsiednie gminy
Jonkowo, Łukta, Olsztyn, Olsztynek, Ostróda, Stawiguda